# Kureekkad
Kureekkad è una suddivisione dell'India, classificata come census town, di 9.730 abitanti, situata nel distretto di Ernakulam, nello stato federato del Kerala. In base al numero di abitanti la città rientra nella classe V (da 5.000 a 9.999 persone).

## Geografia fisica
La città è situata a 9° 55' 54 N e 76° 22' 50 E.

## Società

### Evoluzione demografica
Al censimento del 2001 la popolazione di Kureekkad assommava a 9.730 persone, delle quali 4.780 maschi e 4.950 femmine. I bambini di età inferiore o uguale ai sei anni assommavano a 967, dei quali 496 maschi e 471 femmine. Infine, coloro che erano in grado di saper almeno leggere e scrivere erano 8.365, dei quali 4.182 maschi e 4.183 femmine.